# Håkon Øvreås
Håkon Øvreås, född 5 april 1974, är en norsk författare.
Håkon Øvreås utbildade sig i litteraturvetenskap och tog en magisterexamen vid Oslo universitet 2008, där han skrev en magisteruppsats med titeln Forfatteren og hans forunderlige verk - en teoretisk undersøkelse av forholdet mellom forfatter og verk med utgangspunkt i en lesning av Arild Nyquists roman Giacomettis forunderlige reise.
Han debuterade med diktsamlingen Avstanden mellom hus 2008. Han utgav 2013 barnboken Brune, vilken illustrerades av Øyvind Torseter, för vilken paret belönades med Nordiska rådets pris för barn- och ungdomslitteratur 2014.